# Ranzania
A Ranzania a sugarasúszójú halak (Actinopterygii) osztályának gömbhalalakúak (Tetraodontiformes) rendjébe, ezen belül a holdhalfélék (Molidae) családjába tartozó nem.

## Rendszerezés
A nembe az alábbi 1 élő faj és 5 fosszilis faj tartozik:
- Ranzania laevis (Pennant, 1776)

- †Ranzania grahami Weems, 1985 - középső miocén; Calvert Cliffs Állami Park, Virginia, Amerikai Egyesült Államok
- †Ranzania ogaii Uyeno & Sakamoto, 1994 - középső miocén; Japán
- †Ranzania tenneyorum Weems, 1985 - középső miocén; Calvert Cliffs Állami Park, Virginia, Amerikai Egyesült Államok
- †Ranzania zappai Carnevale, 2007 - középső miocén; Olaszország
- megnevezetlen fosszilis faj, mely a késő miocén korszakban élt ott ahol manapság Algéria fekszik

### Fordítás
- Ez a szócikk részben vagy egészben  a   Molidae című angol Wikipédia-szócikk ezen változatának fordításán alapul.  Az eredeti cikk szerkesztőit annak laptörténete sorolja fel. Ez a jelzés csupán a megfogalmazás eredetét és a szerzői jogokat jelzi, nem szolgál a cikkben szereplő információk forrásmegjelöléseként.